# Gullsjön, Västerbotten
Gullsjön är en sjö i Vännäs kommun i Västerbotten och ingår i Umeälvens huvudavrinningsområde. Sjön är 7 meter djup (men i genomsnitt endast ca 1 m), har en yta på 0,348 kvadratkilometer och är belägen 175 meter över havet. Sjön avvattnas av vattendraget Gullbäcken till Vindelälven. Viktigaste tillflöde är Kälsbäcken. Vid provfiske har abborre, gers, gädda och mört fångats i sjön.

## Delavrinningsområde
Gullsjön ingår i det delavrinningsområde (711328-169598) som SMHI kallar för Ovan Lillsjöbäcken. Medelhöjden är 204 meter över havet och ytan är 12,28 kvadratkilometer. Det finns inga avrinningsområden uppströms utan avrinningsområdet är högsta punkten. Gullbäcken som avvattnar avrinningsområdet har biflödesordning 3, vilket innebär att vattnet flödar genom totalt 3 vattendrag innan det når havet efter 52 kilometer. Avrinningsområdet består mestadels av skog (74 procent) och jordbruk (11 procent). Avrinningsområdet har 0,36 kvadratkilometer vattenytor vilket ger det en sjöprocent på 2,9 procent.

## Historia
Gullsjön har troligen uppkallats efter en person som hette Gulle. Detta namn är känt från den närbelägna byn Stärkesmark 1539, där en av de två bönderna hette Jon Gullesson. År 1691 tvistade bönderna i Stärkesmark och Selet om Gullmyran, som troligen låg vid Gullsjön. Det är oklart hur rättssaken avlöpte. År 1787 anlades nybygget Gullsjön vid sjön med samma namn.